# Парсонс, Теофиль
Теофиль Парсонс (24 февраля 1750 — 30 октября 1813) — американский юрист и научный писатель.

## Биография
Теофиль Парсонс родился в городе Ньюбери, колония Массачусетс, в семье священника. Учился в академии Даммера (ныне Губернаторская академия), будучи одним из первых её студентов, затем в Гарвардском колледже, который окончил в 1769 году. В 1770—1773 годах был учителем в Фалмуте (ныне Портленд, штат Мэн). В университете изучал право и был принят в коллегию адвокатов в 1774 году. В 1800 году переехал в Бостон. 
С 1806 года до своей смерти в 1813 году служил верховным судьёй Массачусетса. Активно участвовал в политике, был одним из лидеров федералистов. В 1778 году был членом Эссекского конвента, созванного в знак протеста против конституции штата, и, будучи членом «эссекской хунты», стал, возможно, автором «The Essex Result», с помощью которого удалось обеспечить непринятие конституции на выборах. В 1781 году был принят в члены Американской академии искусств и наук. В 1813 году стал также членом Американского антикварного общества. 
Парсонс был членом Конституционного конвента штата 1779-1780 годов и одним из членов Комитета двадцати шести, написавшего текст конституции страны. Был также делегатом на конвенте 1788 года, где произошла ратификация федеральной конституции. По легенде, он был автором известных примирительных резолюций или предлагаемых поправок к конституции, которые стали важным фактором для победы над Сэмюэлем Адамсом и Джоном Хэнкоком в целях ратификации. Его сочинение «Commentaries on the law of the United States (1836), одна из наиболее важных юридических работ его авторства, пользовалась большим уважением. 
Его сын, Теофиль Парсонс (1797—1882), был профессором в Гарвардском университете и научным писателем; известен работами по американскому праву, в особенности торговому и морскому.